# Zavodovski-eiland
Zavodovski is een onbewoond vulkanisch eiland, dat deel uitmaakt van de Zuidelijke Sandwich Eilanden, 350 km ten zuidoosten van Zuid-Georgië, in de zuidelijke Atlantische Oceaan. Het is ontdekt door de Russische Zuidpoolonderzoeker Fabian Gottlieb von Bellingshausen in 1819, die het eiland noemde naar de kapitein van zijn schip de Vostok (luitenant Ivan Zavodovski).
Het eiland is ongeveer 5 kilometer in doorsnee, de hoogste top is 551 m. Het westen van het eiland wordt gedomineerd door de vulkaan Mount Curry, de oostzijde bestaat uit een lavavlakte.
Het eiland bevat een kolonie kinbandpinguïns die ongeveer twee miljoen exemplaren groot is.
Sinds maart 2016 stoot de Mount Curry een pluim van rook en as uit. Door de heersende windrichting trekt de as over een belangrijke woongebied van kinbandpinguïns. Omdat de pinquins in de rui zijn, kunnen zij de as niet ontsnappen. Het is onzeker wat het effect is op de gezondheid van de pinguïns maar negatieve consequenties zijn niet uitgesloten.